# 鮮文大学校
鮮文大学校（ソンムンだいがっこう、英称: Sun Moon University）は、忠清南道（牙山市と天安市）に本部を置く大韓民国の私立大学である。1992年に設置された

## 沿革
1972年、無認可の神学校として創立。1979年、成和大学校設立推進委員会結成。1983年、学校法人成和学院設立認可。1985年、成和神学校設立認可。1986年、成和神学校開校。1989年、学校法人成和学院を学校法人鮮文学院に改称。1992年、当時の教育法により成和神学校が総合大学校に昇格し、「成和大学校」となる。1994年、「成和大学校」を「鮮文大学校」に改称した。
（本項目記述は 沿革（鮮文大学校公式サイト）による。）

## 建学理念
愛天・愛人・愛国

## 特色
韓国教育部によって実施された2015年の大学構造改革評価では忠南・大田地域で唯一最優秀評価である「A」を取得した。また留学生の数は韓国内でも最も多く、全世界80ヵ国1100人の留学生が集っており、留学生に対するサポートも充実している。

## キャンパス
毎年、新しい建物（今までにはサッカー場、中央図書館、スポーツ科学館）が建て続けられており
2010年には留学生が急増したためか新しい寄宿舎と薬学大学館が建設中である。
近隣にはサムスン電子株式会社（英語: Samsung Electronics Co., Ltd.）の大規模な液晶ディスプレイ工業団地があり。
キャンパスは牙山新都市の中心地に位置している。

## 歴史
- 1972年
  - 4月3日 - 神学校開校（京畿道楊州郡九里邑（現在の九里市）水澤里、入学生114名）。
- 1983年
  - 4月4日 - 学校法人成和学院設立認可。
- 1986年
  - 3月3日 - 成和神学校開校。
- 1987年
  - 1月19日 - 成和神学校が4年制大学学歴認定指定学校として承認。
- 1989年
  - 3月20日 - 附属の韓国語教育院を開院。
  - 6月5日 - 法人名を学校法人鮮文学院に変更。
- 1992年
  - 4月1日 - 成和神学校が総合大学校に昇格し、「成和大学校」となる
- 1994年
  - 3月1日 - 校名を「鮮文大学校」に変更。
- 1999年
  - 5月20日 - 大学校シンボル宣布。
- 2009年
  - 5月12日 - イギリスの評価機関、QSのアジア圏大学評価の結果、外国人学生比率アジア13位、韓国内1位。

## 学科
2020年現在（鮮文大学校公式サイトによる）。

### 大学院
- 一般大学院
  - 人文科学系（教育相談、国語国文学、国際経済通商学、国際関係学、グローバル経営学、法学、神学純潔学、韓国学、行政学、英語教授法）
  - 自然科学系（ナノ科学、アプリケーション生物科学、統合医学、物理療法）
  - 工学系（建築・土木工学、機械工学、産業工学、生命工学、自動車工学、新素材工学、融合科学技術、情報通信工学、コンピュータ融合電子工学、環境生命化学工学）
  - 芸術・体育系（体育学）
- 神学専門大学院（聖職者養成）
- 教育大学院（カウンセリング心理学、韓国語教育）
- グローカル人材育成大学院
  - パブリックビジネス（行政）
  - カウンセリング（教育カウンセリング、多文化教育）
  - 自然療法（家族療法、自然療法医学）

### 大学
- 神学純潔大学
  - 神学純潔学科
- 人文社会大学
  - 国語国文学科
  - 歴史文化コンテンツ学科
  - 視覚デザイン学科
  - グローバル韓国学科
  - メディアコミュニケーション学科
  - 相談心理社会福祉学科
  - グローバル行政学科
  - 経営学科
  - 法学科
  - 警察行政法学科
  - 哲・宗教学
- グローバルビジネス外国語大学
  - 英語学科
  - 中国語中国学科
  - 日本語日本学科
  - ロシア語学科
  - スペイン語中南米学科
  - 国際経済通商学科
  - 国際関係学科
  - 国際レジャー観光学科
  - IT経営学科
- 健康保健大学
  - BT融合製薬工学科
  - 水産生命医学科
  - 食品科学科
  - スポーツ科学科
  - 武道警護学科
  - 看護学科
  - 物理治療学科
  - 歯衛生学科
  - 応急救助学科
- 工科大学
  - 機械ICT融合工学科
  - 新素材工学科
  - 環境生命化学工学科
  - 産業経営工学科
  - 建築社会環境学科
  - 電子工学科
  - コンピューター工学科
  - ３D創意融合学科
- イニティウム教養大学（教養教育院）
  - 教養学科
  - IT教育学科
  - グローバル語学科
  - 産学協力教育学科
  - イニティウム教養センター

## 附属機関
- 韓国語教育院
- 国際交流センター
- 住産学生涯教育院